# 李憙 (晉朝)
李憙，字季和，上党郡铜鞮县（今山西省沁县南）人。

## 生平
曹魏时被司马懿引为掾属，官至御史中丞。外任凉州刺史，领护羌校尉，回京为司隶校尉。晋武帝即位，以本官代行司徒事，弹劾尚书山涛和中山王司马睦占田违度。历任太子太傅，尚书仆射。

## 延伸阅读
[在维基数据编辑]
 《晉書/卷041》，出自房玄齡《晉書》